# Jeonui-myeon
Jeonui-myeon (koreanska: 전의면) är en socken i staden Sejong, Sydkorea. Den ligger 100 km söder om huvudstaden Seoul.